# Haplogroep

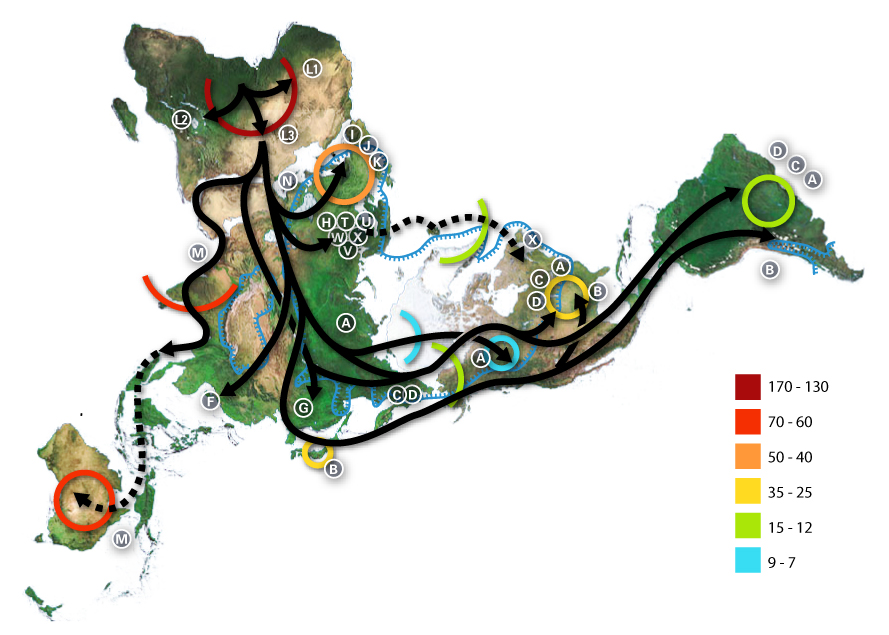
Kaart van de menselijke migratie gebaseerd op de menselijke mitochondriale haplogroep (links Australië, boven Afrika, rechts Zuid-Amerika)

Haplogroepen zijn groepen individuen die geclassificeerd worden aan de hand van het haploïde DNA. Haplogroepen worden weer ingedeeld in familiaire haplotypes. Deze classificatie is van belang voor genografie, een wetenschappelijke tak die zich bezighoudt met hoe een organisme zich in de prehistorie heeft ontwikkeld en verspreid.

## Menselijke haplogroepen
Er is een mannelijke en een vrouwelijke haplogroepenindeling. Het Y-chromosoom (Y-dna) wordt gebruikt ter onderscheiding van de mannelijke haplogroepen (Y-chromosoom haplogroep) en het mitochondriaal DNA (mtDNA) ter onderscheiding van de vrouwelijke haplogroepen (mitochondriale haplogroep). Het X-chromosoom is niet bruikbaar aangezien het X-chromosoom weliswaar niet recombinerend is, maar toch over meerdere generaties lastig traceerbaar.
Ieder mens behoort tot een bepaald haplotype en daarmee tot een bepaalde haplogroep, zo is op basis van de genografie terug te leiden waar iemands oorsprong ligt. Hoe verder de genografie zich ontwikkelt, des te preciezer dit valt vast te stellen.
Een kort voorbeeld hoe het mtDNA geografisch gezien is ingedeeld:
- Zuid-Europeanen: J, K
- Noord-Europeanen: H, T, U, V, X
- bewoners Midden-Oosten: J, N
- Afrikanen: L, L1, L2, L3
- Aziaten: A, B, C, D, E, F, G
- Inheemse Amerikanen: A, B, C, D, X

## Planten
Bij planten wordt een haplotype ook door het DNA in de chloroplasten (bladgroenkorrels) bepaald. Zo is de migratie van de zomereik na de ijstijd vanuit Zuid-Spanje, Zuid-Italië en het zuiden van de Balkan naar het noorden over Europa aan de hand van de haplotypen in kaart gebracht.